# أيي مونغ غيي
أيي مونغ غيي (بالبورمية: အေးမောင်ကြီး) هو لاعب كرة قدم ميانماري في مركز الوسط، ولد في 20 أغسطس 1950 في ميانمار.

## وصلات خارجية
- أيي مونغ غيي على موقع أوليمبيديا (الإنجليزية)